# تاوقریت
تاوقریت (به عربی: تاوقریت) یک شهرداری در الجزایر است که در استان الشلف واقع شده‌است. تاوقریت ۲۴٬۲۶۷ نفر جمعیت دارد.